# Роккасл (река)
Роккасл (англ. Rockcastle River) — река в южной части штата Кентукки (США), левый приток реки Камберленд. Длина реки составляет 121 км.

## География
Река Роккасл образуется на границе округов Джэксон и Лорел, вблизи населённого пункта Паррот, на высоте 266 м, при слиянии рек Мидл-Форк-Роккасл (Middle Fork Rockcastle River) и Саут-Форк-Роккасл (South Fork Rockcastle River). После этого река течёт в юго-западном, а затем в южном направлении, сначала образуя границу между округами Роккасл и Лорел, а затем — между округами Пьюласки и Лорел. Она впадает в реку Камберленд на высоте 220 м, недалеко от населённого пункта Сойер, в точке, где соединяются округа Пьюласки, Лорел и Мак-Крири.
Площадь водосборного бассейна реки Роккасл — 1977 км². Основные притоки (помимо Мидл-Форка и Саут-Форка) — Хорс-Лик-Крик (Horse Lick Creek), Раундстон-Крик (Roundstone Creek) и Скегс-Крик (Skeggs Creek). Помимо округов, по которым протекает река Роккасл, её бассейн также охватывает округ Клей, по границе которого протекает Саут-Форк. Около 64 % территории бассейна покрыто лесом, 27 % занимают луга и пастбища. Часть территории (около 469 км²) входит в состав национального леса Дэниел-Бун.

## История
В 1750 году у реки побывала экспедиция Томаса Уокера. В своём дневнике Уокер назвал эту реку Лоулесс (Lawless River), в честь одного из членов его отряда, Генри Лоулесса (Henry Lawless). В 1767 году в тех же местах побывал охотник Айзек Линдси (Isaac Lindsey), который, увидев там большое скальное образование, напоминающее за́мок, дал реке её нынешнее название Роккасл (англ. Rockcastle, с англ. — «скальный за́мок»). Впоследствии по имени реки был назван округ Роккасл, образованный в 1810 году.